# Hogback Hill
Hogback Hill är en kulle i Antarktis. Den ligger i Östantarktis. Nya Zeeland gör anspråk på området. Toppen på Hogback Hill är 701 meter över havet, eller 158 meter över den omgivande terrängen. Bredden vid basen är 4,3 km.
Terrängen runt Hogback Hill är huvudsakligen kuperad, men åt nordväst är den platt. Trakten är obefolkad. Det finns inga samhällen i närheten. 